# Andreas Fehse
Andreas Fehse (* 1. November 1958) ist ein ehemaliger deutscher Fußballspieler.

## Karriere
Fehse spielte bei Bayer 04 Leverkusen, wo er vorwiegend im Amateurteam zum Einsatz kam. Am 3. März 1978 in der 2. Bundesliga gegen SV Arminia Hannover und in der Bundesligasaison 1982/83 gegen Eintracht Braunschweig kam er zu seinen einzigen Profieinsätzen. Nach der Spielzeit wechselte er zu Rot-Weiss Essen, mit denen er den 17. Tabellenplatz in der 2. Bundesliga belegte, somit folgte der Abstieg in die Oberliga.
Nach seiner aktiven Karriere als Spieler, arbeitete Fehse erst in der Jugendabteilung von Bayer Leverkusen, später als Scout. Von 2011 bis 2015 war er Chef-Scout beim 1. FC Kaiserslautern. Seitdem ist er freiberuflicher Fußball-Scout, vertritt z. B. Sturm Graz und den FC Southampton.